# Frères Pereire
Pour les autres membres de la famille, voir Famille Pereire.
Pour les articles homonymes, voir Pereire.
 (octobre 2011).

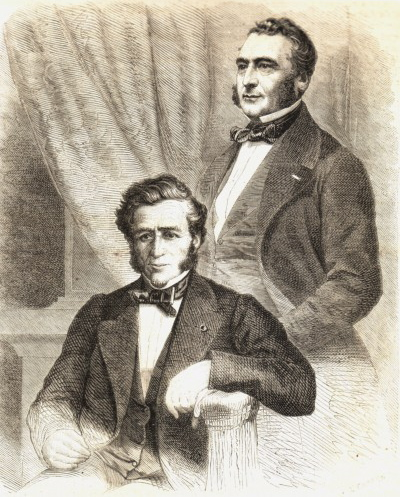
Les frères Émile et Isaac Pereire (Le Monde illustré, 1863).

Les frères Pereire — Émile (1800-1875) et Isaac (1806-1880) — sont des entrepreneurs et hommes d'affaires français du XIXe siècle.
Ils ont eu un rôle capital dans le « décollage industriel » de la France du Second Empire. Ils créèrent et développèrent de nombreuses entreprises dans, notamment, la banque, l'immobilier commercial et résidentiel, les chemins de fer, les transports maritimes et les assurances. Leur nom s'écrit parfois Péreire.

## Biographie

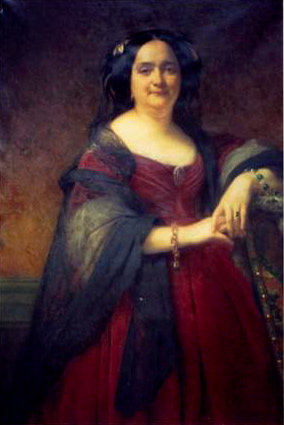
Rachel Rodrigues-Henriques (1805-1874), épouse d'Émile Pereire.

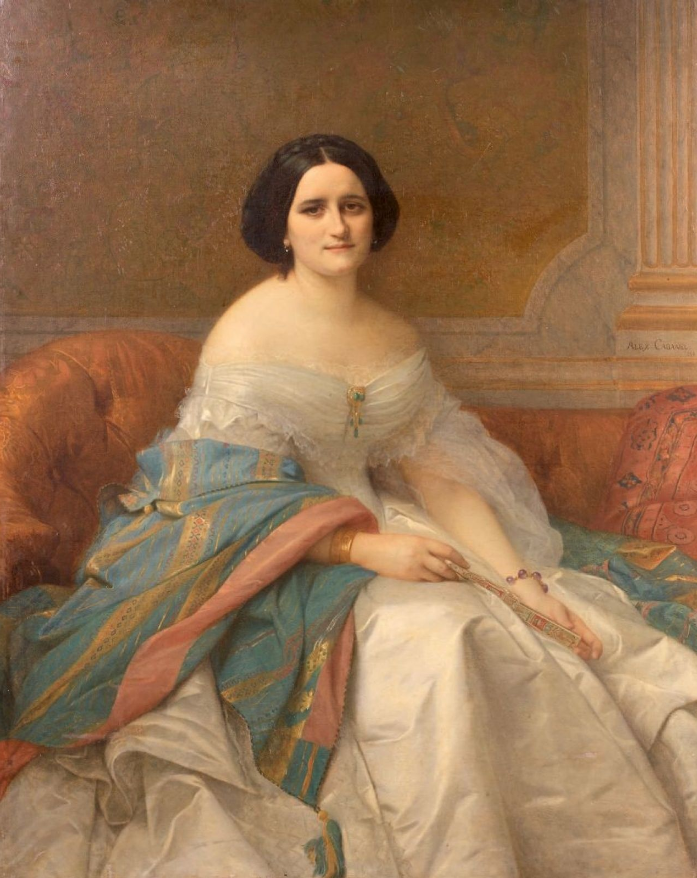
Fanny Pereire (1825-1910), seconde épouse d'Isaac Pereire par Alexandre Cabanel (1859).

Les frères Émile et Isaac étaient les petits-fils de Jacob Rodrigues Pereira, juif portugais séfarade, né à Berlanga en Espagne, qui s’installe en France en 1741, francisant dès lors son nom en Pereire et devenant l’interprète de Louis XV. Ce personnage, mathématicien de son état, avait prôné un enseignement oraliste auprès des sourds et muets. Ils étaient les fils d’Isaac Rodrigues-Pereire (1767-1806), courtier et assureur maritime à Bordeaux et de Rebecca Lopes-Fonseca (1777-1827) qui fut veuve très tôt.
Émile, ses études terminées, fut envoyé par sa mère à Paris à 22 ans, en 1822. Il fut accueilli par Isaac Rodrigues-Henriques, son oncle, qui le fit débuter dans sa banque et lui apprit le métier. Son frère, Isaac, le rejoignit à 17 ans, en 1823 et travailla également dans une banque.
Deux ans plus tard, Emile épousa, en 1824, sa cousine, Rachel Rodrigues-Henriques (1805-1874), fille d'Isaac Rodrigues-Henriques et sœur d'Olinde Rodrigues. Le couple aura cinq enfants.
Isaac se marie en 1830 avec Rachel Fonseca (1810-1837). Ils ont un fils Eugène Pereire (1831-1908). La mère d’Eugène meurt prématurément à 27 ans. Isaac épouse alors, en secondes noces, en 1840, la fille de son propre frère, Fanny Rebecca (1825-1910) alors âgée de seulement 15 ans, dont il aura quatre enfants.
Émile Pereire appartenait au courant de pensée du saint-simonisme jusqu’en 1831. C’est une doctrine socio-économique, à coloration politique et idéologique, dont l’influence au XIXe siècle fut déterminante, et qui peut être considéré comme un courant fondateur de la pensée technocratique moderne.
La devise des frères Pereire, empruntée à Saint-Simon : « À chacun selon ses capacités, à chaque capacité selon ses œuvres », montre bien qu’ils ne sont pas pour une société égalitaire, même si, par ailleurs, ils continuent à s’opposer à la propriété des moyens de production. Pour eux, pour que les « capacités » s’épanouissent véritablement, il faut que l’économie soit très organisée, notamment par un réseau bancaire très ramifié et contrôlé. Leur système repose sur des spéculations nouvelles se renouvelant sans cesse. L’argent pour prospérer doit donc « couler », s’infiltrer partout, être « le ferment de toute végétation sociale » (ce que dénonce Émile Zola dans La Curée). L'application de cette doctrine amènera les frères banquiers à leur faillite en 1867, d'autant qu'ils spéculaient avec l'argent de leurs clients.

## Entreprises financières, industrielles et immobilières des frères Pereire

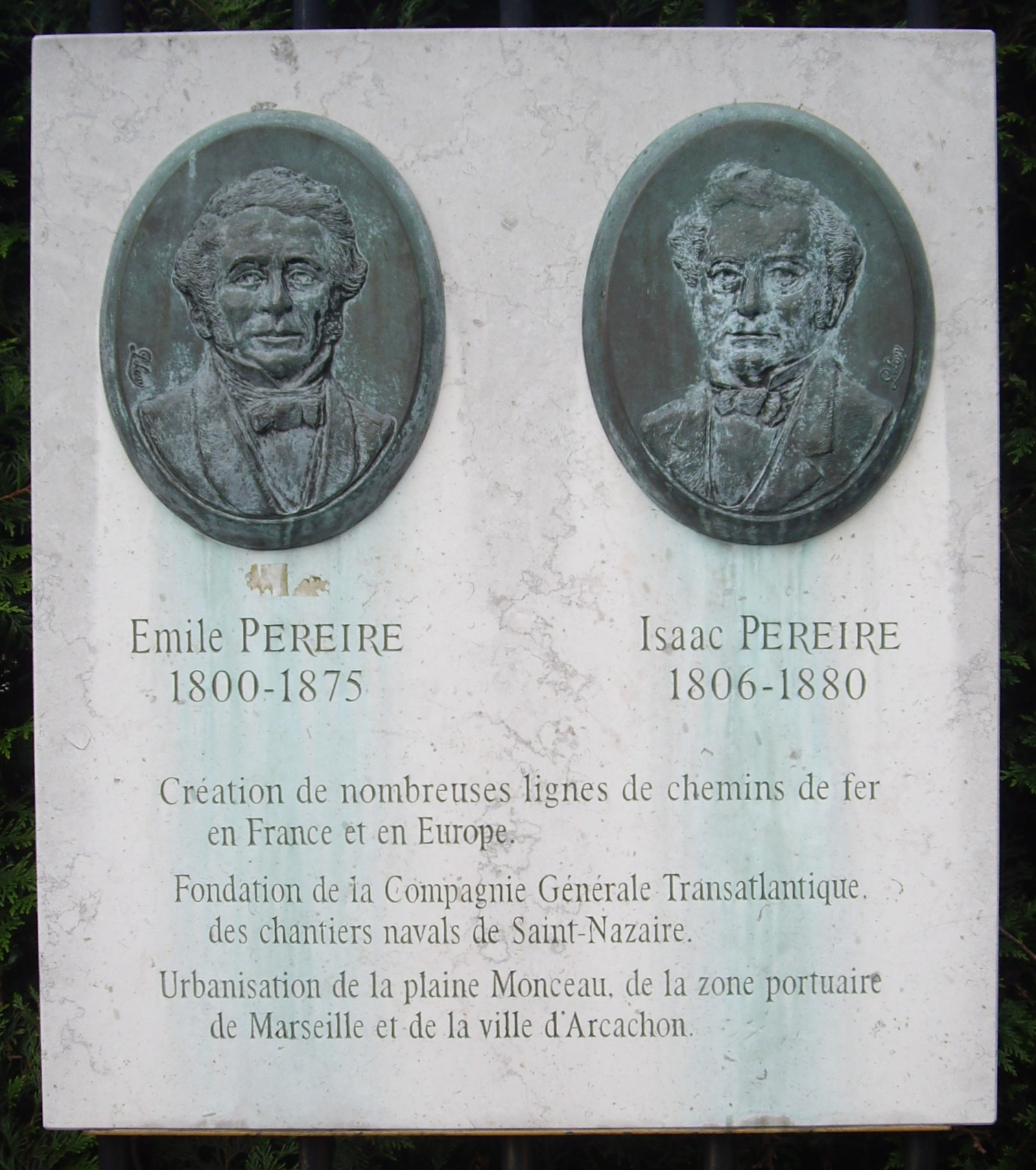
Plaque commémorative sur la place du Maréchal-Juin à l'entrée de la promenade Pereire, Paris 17e.

Émile et Isaac Pereire vont se révéler très rapidement comme de très bons entrepreneurs et financiers, avec dans un premier temps l'aide des Rothschild, même si leur alliance ne durera pas très longtemps.
La Compagnie du Chemin de fer de Paris à Saint-Germain a été fondée en 1835 par les frères Pereire, avec la participation du banquier d'Eichthal et le soutien de James de Rothschild. La ligne de l’ouest de Paris (terminus St-Germain) fut construite en 1837.
En 1852, ils fondèrent le Crédit Mobilier qui permettait un crédit à long terme aux industriels. Adolphe Georges Guéroult était le chef de bureau du Crédit Mobilier.
En 1854, ils investissent dans la Société Autrichienne des Chemins de Fer de l'État. Ils créent la Compagnie des chemins de fer du Midi, la Grande société des chemins de fer russes (GSCFR). Ils participent aussi à des sociétés d’assurances comme « La Confiance » et « La Paternelle ». Les frères Pereire s'intéressèrent à la concession des houillères de la ville de L'Hôpital en Moselle qui s'étendaient sur les communes de L'Hôpital, Saint-Avold, Macheren, Petit-Ebersviller, Hombourg et Freyming. Elle fut accordée en juillet 1857 à Messieurs Jacob Rodrigue Émile et Isaac Rodrigue Pereire et à Monsieur Stéphane Mony. En 1858, ils participent financièrement à la création de la Compagnie des chemins de fer du nord de l'Espagne. En 1859, ils créèrent la Société Houillère de Saint-Avold et L'Hôpital.
En 1855, ils créent la Compagnie Générale Maritime, compagnie de transports maritimes de passagers et marchandises qui fut ensuite renommée Compagnie générale transatlantique (en abrégé « CGT », appelée couramment « La Transat » en France et « French Line » à l'étranger) qui fut jusqu'en 1975 une des deux principales compagnies de transports maritimes françaises. La Transat bénéficiait de contrats avec l’État pour le transport du courrier (« service postal ») sur les Amériques et les Antilles ; elle fusionna in fine, en 1975, avec la compagnie des Messageries maritimes (« MM »), à nouveau sous le nom de Compagnie Générale Maritime (aussi dite « CGM »). En relation avec la Transat, les frères Péreire furent amenés à créer des chantiers navals à Saint-Nazaire, Loire-Atlantique, dits Chantiers de Penhoët, qui fusionnèrent ultérieurement avec les Chantiers et Ateliers de la Loire pour devenir les Chantiers de l’Atlantique, la première entreprise de construction navale civile française.
Ils réalisèrent aussi de nombreuses opérations immobilières, avec la création de la Société immobilière. Ce sont les difficultés de celle-ci en 1867 qui amenèrent la faillite et la liquidation du Crédit Mobilier. Ils ont, entre autres, participé aux opérations immobilières liées à la modernisation de Paris dirigée par le préfet Haussmann, particulièrement l'urbanisation du quartier de la plaine Monceau. Ils sont également responsables de la construction de plusieurs immeubles résidentiels de luxe du quartier de l'Europe, dans le 8e arrondissement de Paris, donnant sur le parc Monceau.
Ceci fera dire à James de Rothschild, qui avait refusé sa participation à cette entreprise spéculative : « La différence fondamentale entre un Rothschild et un Pereire, c'est que le premier demeurerait à jamais un banquier qui travaille avec son argent tandis que l'autre est fondamentalement un banquier travaillant avec l'argent des particuliers ».

## Interventions dans le sud-ouest de la France

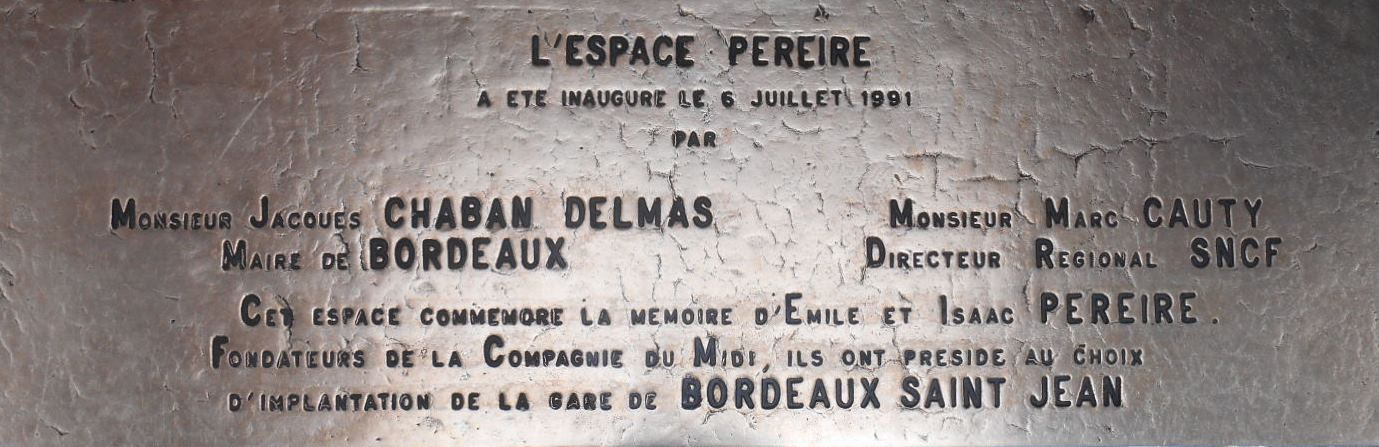
Hommage dans la gare de Bordeaux (au sol).

Après avoir obtenu que la ligne de Bordeaux à La Teste soit remise à la Compagnie du Midi, les frères Peireire firent construire en 1852, le chemin de fer de Bordeaux à Bayonne.
Ils financent un réseau des routes agricoles voulu par la loi de 1857 imposant le boisement systématique de la forêt landaise, et ensemencent après les avoir assainis plus de 13 000 ha de forêts qui formeront principalement les domaines de Marcheprime, Croix-d'Hinx et Caudos.
Ils sont à l’origine de la création de la Ville d’Hiver d’Arcachon dans les années 1850, localité nouvelle que Napoléon III visita à deux reprises.
Ils furent les propriétaires du château Palmer à Margaux et replantèrent le vignoble de ce grand cru bordelais.

### Naissance de la Ville d’hiver d’Arcachon
Pratiquement construite d’un seul jet, selon un plan d’urbanisme soigneusement préétabli, une ville nouvelle vit le jour dans les années 1860, grâce à Émile Pereire, qui se demandait comment rentabiliser son petit train douze mois sur douze et, pourquoi pas, monter du même coup une nouvelle opération immobilière. Arcachon est déjà une station balnéaire réputée. Les riches négociants bordelais y ont pignon sur plage. Les trains qui, depuis le rachat de la ligne Bordeaux – La Teste par la Compagnie du Midi, poussent désormais jusqu’à Arcachon même, font le plein tout l’été. Or, les propriétaires de cette compagnie de chemin de fer, les frères Émile et Isaac Pereire, qui viennent de réussir à Paris la superbe opération immobilière du parc Monceau, s’intéressent beaucoup à la région. Leur famille y est fixée depuis un siècle et ils sont propriétaires de milliers d’hectares de pins.
Émile, celui qui a les idées, a un coup de génie : la tuberculose, que l’on appelle encore la phtisie, fait à l’époque des ravages. On essaie de mettre les malades dans les meilleures conditions de résistance possible. Une seule prescription : bonne nourriture et, surtout, bon air. D’où la floraison de sanatoriums en montagne et sur la Côte d’Azur. Il n’y en a pas sur la côte atlantique, considérée comme trop venteuse. Mais le corps médical arcachonnais a depuis longtemps remarqué que, malgré des conditions de vie et d’hygiène déplorables, les marins et les résiniers ne contractent jamais la maladie. Un médecin nommé Pereyra, cousin des banquiers, note également qu’en traversant la forêt de pins, les vents marins perdent de leur agressivité et que ce climat océanique atténué serait parfait pour les tuberculeux.
Émile va bientôt acheter les hauteurs d’Arcachon et les lotir. Ce sera la « Ville d’hiver », sorte de gigantesque sanatorium ouvert où les malades pourront séjourner avec leur famille, leurs domestiques, dans des maisons particulières achetées ou louées meublées. Les villas sortent de terre comme des champignons. Toutes sont d’apparences différentes, mais en réalité construites pratiquement sur le même plan, à partir d’éléments préfabriqués. Paul Régnauld, neveu d’Émile Pereire, était polytechnicien : c’est lui qui sur le terrain dirige les travaux. Dans un même temps, l’urbanisme va bon train. Un parc à l’anglaise est planté. Rues et allées sont dessinées en courbe, de telle sorte qu’il n’y ait jamais nulle part, de courants d’air.
Enfin, une formidable opération de promotion lance la station en présence de l’empereur Napoléon III, de sa femme l’impératrice Eugénie et du Prince impérial, leur fils. Un triomphe. Du monde entier affluent les curistes. La renommée de la Ville d’hiver devient telle que, bientôt, les bien-portants s’y installent aussi. Les hôtels s’ajoutent aux villas, et les riches visiteurs viendront se divertir au Casino Mauresque. Pereire revend ses lots. Mais son idée fera florès jusqu’à la Grande Dépression des années trente. Alors, la clientèle habituelle, désargentée, déserte les fastes de la ville, sonnant le glas de l’âge d’or de la cité.

## Financement du premier vol de Clément Ader
La personnalité d’Isaac Pereire influença la personnalité de sa femme pour financer le premier vol par Clément Ader à bord de l’appareil baptisé l’Éole, dont on estime qu'il quitte le sol pour la première fois le 9 octobre 1890, dans les jardins du domaine Pereire du château de Gretz-Armainvilliers, à l’est de Paris, et qui rasera le sol sur 50 mètres, à 20 cm au-dessus. Cet événement ne sera toutefois pas homologué comme étant le premier vol : la hauteur atteinte était insuffisante pour le qualifier comme tel. De fait, la performance de cette génération d’engins, peu reproductible, ne fera pas se bousculer les entrepreneurs, car ne démontrant pas assez de maîtrise dans son domaine.

## Politique sous le Second Empire
Émile fut candidat officiel au Corps législatif le 1er juin 1863, dans la 3e circonscription de la Gironde, et fut élu député face au comte de Lur-Saluces. Il siégea dans la majorité dynastique jusqu'en 1869.
Conseiller général de Perpignan, Isaac fut élu, le 1er juin 1863, député au Corps législatif par l'unique circonscription des Pyrénées-Orientales. Cette élection ayant été invalidée pour corruption face à son adversaire Justin Durand, Isaac Péreire fut toutefois élu, le 20 décembre suivant. Aux élections suivantes de 1869, il renonça à se présenter dans les Pyrénées-Orientales, mais se porta candidat dans la 3e circonscription de l'Aude (Limoux), face à Louis de Guiraud, également dans la majorité dynastique, et fut élu le 24 mai 1869. Il fut à nouveau invalidé pour le même motif de corruption et, s'étant représenté, échoua cette fois-là, le 6 février 1870. Il se retira alors de la vie politique.
Devenu aveugle en 1870, Isaac Pereire passa une partie des dernières années de sa vie dans des transactions avec les actionnaires de ses anciennes compagnies, continuant à gérer les restes (l'expédition du Mexique leur coûta beaucoup) de l'immense fortune des Pereire, créant des fondations et écrivant de nombreux articles sur les questions sociales et financières. Il meurt dans son château de Gretz (Seine-et-Marne) le 12 juillet 1880.

### Bibliographie

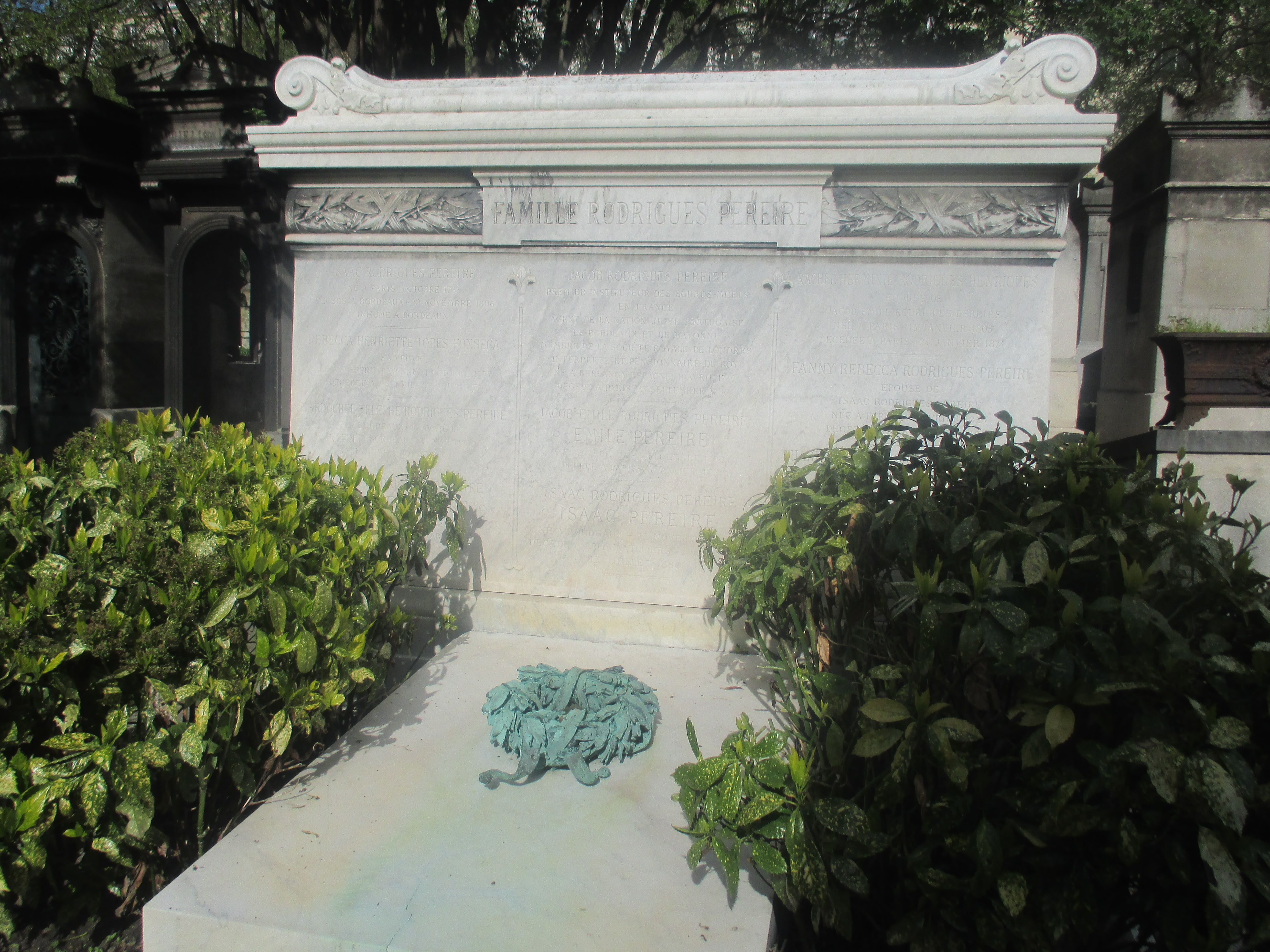
Tombe de la famille Pereire au cimetière de Montmartre.

#### Articles
- P. Cousteix, « Les financiers sous le Second Empire », 1848. Revue des révolutions contemporaines, Tome 43, Numéro 186,,‎ juillet 1950, p. 105-135 (lire en ligne)
- Émile Temine, « Un projet avorté des Pereire : le transport des émigrés chinois à Cuba », Revue historique, t. 242,‎ 1969, p. 65-76 (lire en ligne)

### Documentaire
- Michel Cardoze, Les Frères Pereire, 2013.